# Alec Baldwin
Alexander Rae «Alec» Baldwin III (Amityville, Nova York, 3 d'abril de 1958) és un actor de cinema, teatre i televisió estatunidenc. Va començar a ser conegut per la seva participació en la sèrie Knots Landing de la CBS, emès des de 1984 a 1986. Aparegué en el film Beetlejuice (1988), La caça de l'Octubre Roig (1990), L'aviador (2004) i Infiltrats (2006), entre d'altres.
Va rebre la nominació al premi Oscar de 2003 per la seva actuació en The Cooler. Ha rebut dos premis Emmy, tres Globus d'Or i quatre Screen Actors Guild Awards. És el més gran dels germans Baldwin que treballen a Hollywood. L'any 2002 va aparèixer en un parell d'episodis de la sèrie Friends: "The One in Massapequa" i "The One with the Tea Leaves". També el podem trobar al cinema espanyol, amb la seva intervenció en Torrente 5: Operación Eurovegas.

## Biografia

### Primers anys
Baldwin va néixer a Amityville, Nova York, fill de Carolyn Newcomb (Martineau; nom de soltera) i Alexander Rau Baldwin, Jr., professor d'història/socials de secundària i entrenador de futbol americà. Va ser criat en una família catòlica d'origen irlandès, anglès i francès. Va anar en secundària a l'Alfred G. Berner, a Massapequa, Long Island, on a més va jugar a futbol sota la direcció tècnica de Bob Reifsnyder (actualment en el Saló de la Fama del Futbol Americà Universitari). Baldwin va treballar com a ajudant de cambrer en la famosa disco Studio 54. Des de 1976 a 1979, va anar a la Universitat George Washington. Després va canviar a la Universitat de Nova York i al Lee Strasberg Theatre Institute per estudiar interpretació. Va tornar a la Universitat de NY el 1994 i aquell mateix any es va graduar.
Tres dels germans Baldwin, Daniel, William i Stephen, també s'han dedicat a l'actuació.

## Carrera

### Teatre
Baldwin va fer el seu debut a Broadway el 1986, en una reestrena de Loot de Joe Orton al costat d'experimentats actors de teatre com Zoe Wanamaker, Željko Ivanek, Joseph Maher i Charles Keating. L'obra es va representar durant tres mesos.
Altres dels seus treballs a Broadway són Serious Money de Caryl Churchill al costat de Kate Nelligan, i una elogiada reestrena d'Un tramvia anomenat Desig de Tennessee Williams; per la seva interpretació de Stanley Kowalski va ser nominat al Premi Tony com a millor actor. En aquesta producció, va treballar al costat de Jessica Lange, Amy Madigan, Timothy Carhart, James Gandolfini i Aida Turturro. Baldwin rebria una nominació a l'Emmy per la versió televisiva d'aquesta obra, en la qual ell i Lange van repetir els seus papers, treballant al costat de John Goodman i Diane Lane.
El 1998, Baldwin va interpretar Macbeth en l'obra del mateix nom al costat d'Angela Bassett i Liev Schreiber. La producció va ser dirigida per George C. Wolfe.
El juny de 2005 va treballar en South Pacific en el Carnegie Hall, una versió del musical de Rodgers i Hammerstein. Va interpretar Luther Billis, al costat de Reba McEntire i Brian Mitchell. La producció va ser gravada i transmesa per la cadena PBS el 26 d'abril de 2006.

### Cinema i televisió

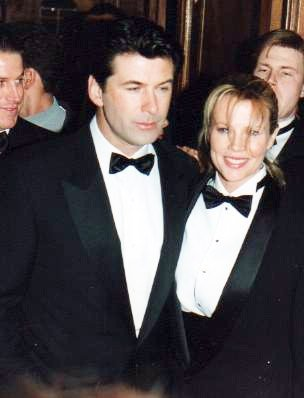
Alec Baldwin i Kim Basinger en els premis César de 1994 a París

El seu primer paper important va ser el de Billy Aldrish en la telenovel·la The Doctors des de 1980 a 1982. A la tardor de 1983, va ser un dels protagonistes de la sèrie Cutter to Houston, una sèrie que va tenir breu difusió en antena. Després va coprotagonitzar una altra sèrie, Knots Landing, des de l'any 1984 a 1986.
El 1986, Baldwin va treballar en Drees Gray, una minisèrie de quatre hores de durada, fent el paper d'un honest sergent cadet que tracta de resoldre el misteri de la mort d'un dels seus companys. La sèrie va ser adaptada per Gore Vidal a partir de la novel·la de Lucian K. Truscott IV.
Va fer el seu debut al cinema amb un breu paper en She's Having a Baby (1988). També el 1988, va protagonitzar Beetlejuice i va formar part del repartiment en Working Girl. Poc després d'aquests èxits, la seva carrera en el cinema es va afirmar quan va interpretar Jack Ryan en La caça de l'Octubre Roig (1990).
Baldwin va conèixer la seva futura esposa Kim Basinger quan tots dos van fer d'amants en The Marrying Man (1991). Van treballar junts novament quan van protagonitzar The Getaway (1994), un remake de la pel·lícula de Steve McQueen del mateix nom.
En un paper petit, Baldwin va interpretar un feroç executiu en Glengarry Glen Ross (1992), una part agregada a la pel·lícula a partir de l'obra guanyadora del Pulitzer de David Mamet. Després va protagonitzar Prelude to a Kiss (1992) al costat de Meg Ryan, basada en una obra de Broadway. La pel·lícula va rebre crítiques poc entusiastes i en tot el món només va recaptar 22 milions de dòlars.
El 1994, Baldwin va interpretar en L'ombra el personatge que li dona títol a la pel·lícula, l'ombra. Encara que la pel·lícula va recaptar 48 milions, va ser considerada un fracàs comercial a causa de les expectatives creades anteriorment. Baldwin va actuar en diversos thrillers i drames, incloent-hi The Edge (al costat d'Anthony Hopkins), The Juror (al costat de Demi Moore) i Heaven's Prisoners (al costat de Teri Hatcher).
Entre els anys 1998 i 2002, Baldwin va ser el narrador en anglès del xou per a nens Thomas i els seus amics, narrant un total de 52 capítols de les temporades cinc i sis.
Al novembre de l'any 2000, va participar en una edició de celebritats de Qui vol ser milionari?, en què va competir contra Jon Stewart, Charlie Sheen, Vivica A. Fox i Norm Macdonald. Va guanyar 250 mil dòlars per a l'organització defensora dels animals PAWS i va cridar a Kim Basinger quan va utilitzar el "comodí de la trucada".
Més endavant, Baldwin va passar a interpretar personatges secundaris, incloent-hi participacions en pel·lícules com el drama The Cooler, per la qual va ser nominat a l'Oscar, i L'aviador i Infiltrats, dirigides per Martin Scorsese.
També ha posat la seva veu en diverses produccions com The Royal Tenenbaums, Final Fantasy: la força interior i Thomas i els seus amics. Ha estat amfitrió de Saturday Night Live en catorze ocasions (per última vegada el 2009), incloent-hi un capítol de 1998 al costat de Kim Basinger.
Va escriure un capítol de la sèrie Law & Order titulat "Tabloid", estrenat el 1998. Va interpretar el Dr. Barrett Moore, un cirurgià plàstic retirat en la sèrie Nip/Tuck. L'any 2001, Baldwin va dirigir i protagonitzar una versió all-star de The Devil and Daniel Webster, al costat d'Anthony Hopkins. La pel·lícula no va arribar a ser estrenada i el 2007 una nova distribuïdora la va estrenar amb el títol Shortcut to Happiness.
L'any 2002, Baldwin va aparèixer en dos capítols de Friends interpretant Parker, l'entusiasta pretendent de Phoebe Buffay. En el capítol "The One in Massapequa", Parker, pel que sembla desinformat i curiós sobre la seva història, comenta que Massapequa sembla un "lloc màgic". En la vida real, Baldwin va ser criat a Massapequa i aquí va anar a la secundària. També va aparèixer en alguns capítols de les temporades set i vuit de Will & Grace, en què va fer de Malcolm, un agent top secret i amant de Karen Walker, (Megan Mullally).
Baldwin és el protagonista de la multipremiada sitcom 30 Rock, que s'emet des de 2006. Va conèixer la seva creadora Tina Fey durant els enregistraments de SNL. Va rebre nombrosos honors pel seu paper com l'executiu Jack Donaghy, incloent-hi tres premis Globus d'Or, dos premis Emmy i sis Premis del Sindicat d'Actors. El 2007 va ser nominat al premi Emmy com a millor actor, però va ser Ricky Gervais qui se'n va emportar el premi. Va rebre la seva segona nominació a l'Emmy pel seu paper en 30 Rock el 2008 (la seva nominació número 17 en aquests premis), i aquesta vegada va aconseguir guanyar. Des de la tercera temporada, Baldwin ha estat acreditat com a productor del xou.
El juliol de 2007, va ser presentador del Live Earth de Nova York. Va gravar dos anuncis públics de ràdio en nom del Save the Manatee Club.
Baldwin va ser anunciat com a presentador juntament amb el seu coprotagonista de la pel·lícula It's Complicated, Steve Martin, de la cerimònia número 82 de lliurament dels Premis Oscar, que es va dur a terme el 7 de març de 2010.
Entre els seus treballs més recents en el cinema, destaquen dos amb Woody Allen (To Rome with Love i Blue Jasmine) i una col·laboració breu en la pel·lícula espanyola Torrente 5: Operación Eurovegas.

#### 2021: Accident mortal en el rodatge deRust
El 21 d'octubre de 2021, Baldwin estava filmant en el set de la propera pel·lícula Rust al ranxo Bonanza Creek a Santa Fe, Nou Mèxic, quan va disparar una arma de foc d'utilleria, matant accidentalment a la directora de fotografia Halyna Hutchins i ferint al director Joel Souza. Immediatament després de l'accident, Hutchins va ser traslladada en helicòpter a l'Hospital de la Universitat de Nou Mèxic a Albuquerque; Souza va ser traslladat en ambulància al Centre Mèdic Regional Christus St. Vincent. Hutchins va morir més tard a l'hospital a causa de les ferides. Baldwin va ser interrogat i posat en llibertat sense que es presentessin càrrecs. Segons l'oficina del xèrif del comtat de Santa Fe, havien començat a investigar "quin tipus de projectil es va disparar" i com va ocórrer el succés. Souza va ser donat d'alta de l'hospital el mateix dia.

## Vida personal
El 1990 va conèixer l'actriu Kim Basinger, quan feien d'amants en la pel·lícula The Marrying Man. Es van casar el 1993. Junts tenen una filla, Ireland Eliesse "Addie" Baldwin (nascuda el 23 d'octubre de 1995). El gener de 2001 van començar els tràmits de divorci, i al febrer de 2002 es van divorciar. Des de llavors, la parella ha estat estancada en una polèmica batalla mediàtica per la custòdia de la filla.
El 2011, va conèixer la cèlebre instructora de ioga espanyola, Hilaria Thomas, en un restaurant de Manhattan i es van casar el 2012; de la unió va néixer Carmen. Hilaria és 26 anys menor que Baldwin, i el 18 de juny de 2015 va néixer el seu tercer fill, Rafael Thomas Baldwin.

### A Promise to Ourselves
El 2008, Alec Baldwin i Mark Tabb van publicar A Promise to Ourselves, un llibre en el qual expliquen els seus set anys de lluita per continuar sent part de la vida de la seva filla.
Baldwin explica que, després de la seva separació el desembre de l'any 2000, la seva exesposa, Kim Basinger, es va esforçar per negar-li el contacte amb la seva filla, refusant-se a discutir l'educació de la seva filla, impedint les visites, no permetent-li el contacte telefònic, no obeint ordres del jutjat, no deixant que la seva filla el veiés per raons d'inconveniència, i pressionant directament la nena. Baldwin explica que Basinger va gastar més d'un milió i mig de dòlars en aquests esforços.
Baldwin ho va anomenar síndrome d'alienació parental. S'ha referit als advocats del cas com a "oportunistes" i ha descrit els psicòlegs de Basinger com a part de la "indústria del divorci". Ha culpat més a ells que a Basinger, va escriure: "En realitat, culpo la meva exesposa menys que la resta pel que ha succeït. És una persona, com molts de nosaltres, que fa el millor que pot amb el que té. És un clienta i, per tant, algú que entra al jutjat i no se li ofereix res més que això. Mai res fora del menú, mai".
Va escriure que ell ha gastat prop d'un milió de dòlars, li ha tret temps a la seva carrera, ha hagut de viatjar molt i va haver de trobar una casa a Califòrnia (vivia a Nova York) per poder estar a prop de la seva filla. Explica que després de set anys amb aquests problemes, va arribar a un punt límit, i furiós va deixar un missatge de veu responent a una trucada de citació. Diu que l'enregistrament va ser venut a Tmz.com, que el van difondre malgrat les lleis en contra de la publicació en els mitjans de material relacionat amb un menor, sense l'autorització de tots dos pares. Baldwin va admetre que va cometre un error, però va demanar no ser jutjat com a pare sobre la base d'un mal moment. Més tard, al juny de 2009, va admetre en Playboy que havia pensat en el suïcidi després del missatge de veu que va sortir en públic. Sobre aquest incident va dir: "Vaig parlar amb molts professionals que em van ajudar. Si em suïcidava, el costat de Kim Basinger ho hagués considerat una victòria. Destruir-me era l'objectiu declarat d'ells".
La tardor de 2008, Baldwin va fer una gira per promocionar el llibre, parlant de les seves experiències.

### Política

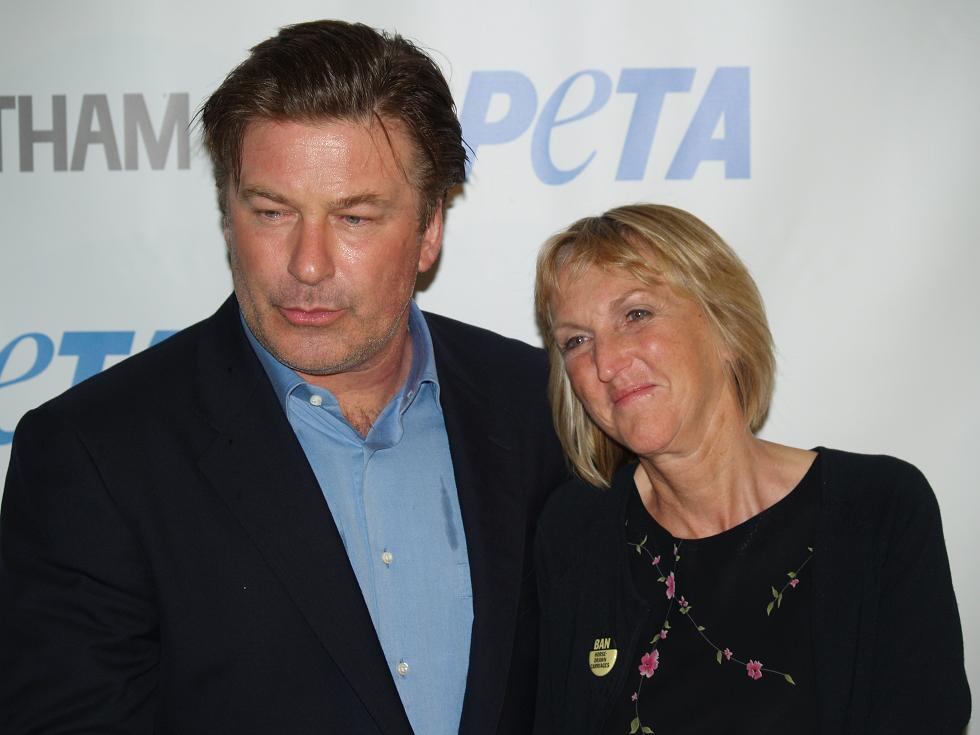
Baldwin el 2008 al costat d'Ingrid Newkirk, presidenta de PETA

Baldwin participa en la junta People For the American Way, una organització liberal. També és defensor dels drets dels animals. És un fidel activista de PETA, ha treballat per a aquesta organització i ha narrat un vídeo titulat Meet your Meat (Coneix la teva carn).
Quan va ser entrevistat pel New York Times, li van preguntar quin càrrec públic ocuparia, Baldwin va contestar: "Si en algun moment em presentés per ocupar algun càrrec públic, el que m'agradaria seria el de governador de Nova York". Quan li van preguntar si hi estava capacitat, va contestar: "Això és el que odio d'Arnold Schwarzenegger. Les seves úniques referències són que en el passat va dirigir un programa d'exercici per a un president... Jo sóc de Tocqueville comparat amb Schwarzenegger".
Baldwin i el presentador televisiu Bill O'Reilly han tingut diversos conflictes. No obstant això, malgrat les seves diferències polítiques, Baldwin ha dit en el seu bloc després d'una entrevista amb O'Reilly que aquest va ser "agressiu, però tot un cavaller", i també el va definir com un "talentós locutor". No obstant això, Baldwin també es va referir a l'empresa per a la qual treballa O'Reilly, Fox News Channel, en el mateix article del bloc, com a "operadora de notícies Luftwaffe/Looney Bin de Roger Ailes (Ailes és el president d'aquesta cadena)".
Durant la seva participació en el xou Late Night with Conan O'Brien el desembre de 1998, vuit dies abans que el president Bill Clintonfos acusat de delictes comesos en el compliment de les seves funcions, Baldwin va dir: "Si estiguéssim en un altre país... apedregaríem Henry Hyde fins a la mort i aniríem a les seves cases i mataríem les seves esposes i els seus fills. Mataríem les seves famílies pel que li estan fent a aquest país". Baldwin es va disculpar, i la cadena va explicar que se suposava que era un acudit i van prometre no repetir-ho.
El 2002, el blogger Matt Drudge va amenaçar a demandar Baldwin per la seva participació en el xou de Howard Stern, durant el qual Baldwin va afirmar que Drudge se li havia insinuat en el passadís dels estudis de l'ABC a Los Angeles quan estava fent el xou de Gloria Allred. L'assumpte no va anar a més. El març de 2008, Baldwin va explicar la història a la revista LGBT, The Advocate, i va dir que va haver-hi "una espècie de característiques esborronadores" en les insinuacions sexuals de Drudge, i que estava sorprès que Drudge estigués tan "tibat per ser homosexual".

En una columna escrita per al seu bloc en el Huffington Post al febrer de 2006, Baldwin va fer una crítica mordaç a Dick Cheney, comentant que Cheney va estar involucrat en la destitució de Gray Davis; que Cheney havia provocat la sortida de Valerie Plame com a agent de la CIA i que Cheney li havia disparat a Harry Whittington. Baldwin va escriure: "El rumor que vaig escoltar és que algú va cridar: «Compte! Tret! (Shooter)» i que Cheney va pensar que va dir «Scooter» i va disparar en qualsevol direcció". Va finalitzar dient que Cheney és un terrorista. "Cheney... terroritza indiscriminadament els nostres enemics a l'exterior i els civils innocents al país. Qui va creure que Harry Whittington seria la resposta a les pregàries dels Estats Units?". Quan li van preguntar si no hi havia anat massa lluny, Baldwin va contestar que Cheney no era un terrorista, sinó simplement "un mentider que roba petroli, o un assassí de la Constitució dels EUA...".
En una altra editorial, Baldwin va comparar les conseqüències de la controvertida victòria de George W. Bush en les eleccions de l'any 2000 amb els danys soferts pels atemptats de l'11 de setembre de 2001. Mentre esmentava coses com l'injustificat programa per a intervenir les línies telefòniques de l'administració Bush, va dir: "Sé que potser és dur dir-ho, però penso que el que va succeir el 2000 va causar tant de dany als pilars de la democràcia com el dany que van fer els terroristes als pilars del comerç a Nova York".
Al febrer de 2009, Baldwin va parlar per animar els líders de l'estat perquè es reprengués la deducció impositiva a Nova York per a la indústria del cinema i televisió, indicant que si les "deduccions impositives no són reinserides dins del pressupost, la producció de pel·lícules i la producció televisiva en aquesta ciutat es col·lapsarà i es traslladarà a Califòrnia". La revista conservadora The American Spectator va aprovar les declaracions de Baldwin, notant que l'ingrés fiscal generat per la presència d'aquesta indústria a Nova York sobrepassa la quantitat de deduccions impositives ofertes.
En una intervenció com a convidat en Late Show with David Letterman al maig de 2009, Baldwin va fer un acudit sobre aconseguir una "núvia filipina per correu... o una russa" per tenir més fills. Baldwin va ser blanc de crítiques per part de la comunitat filipina, que es van sentir ofesos, incloent-hi el senador Bong Revilla. Més tard, Baldwin es va disculpar pel seu comentari en el seu bloc; el Departament d'afers exteriors de les Filipines no va aixecar la prohibició a l'actor d'entrar al país, a causa del seu estatus "d'estranger no desitjat".

### Judici per homicidi imprudent
El 21 d'octubre del 2021, Baldwin treballava a Santa Fe, Nou Mèxic, en el rodatge de "Rust" quan va disparar accidentalment una arma de foc real, matant la directora de fotografia Halyna Hutchins i ferint el director Joel Souza. Aquest fet va desencadenar una investigació a fons i múltiples demandes legals. A part de Baldwin, altres membres de la producció també van estar sota investigació per possibles negligències en les mesures de seguretat. La gestió de les armes al set i la falta de protocols adequats han estat punts clau en les investigacions posteriors, portant a una revisió de les pràctiques de seguretat en rodatges de cinema a tota la indústria.
Baldwin fou portat a judici per homicidi imprudent acusat de violar les regles fonamentals de seguretat de les armes de foc durant el rodatge de “Rust”. El judici pretenia determinar si el tret que va acabar amb la vida de Hutchins va ser una negligència o no. El judici va ser anul·lat per la jutgessa Mary Marlowe Sommer, que va desestimar les acusacions contra Baldwin, argumentant que la fiscalia havia ocultat proves. La fiscal especial Kari Morrissey va expressar la seva decepció, afirmant que els advocats defensors van malinterpretar la importància de les proves.

## Filmografia

### Cinema
- 1987: Forever, Lulu d'Amos Kollek: Buck
- 1988: She's Having a Baby de John Hughes: Davis McDonald
- 1988: Beetlejuice (Beetle Juice) de Tim Burton: Adam Maitland
- 1988: Casada amb tots (Married to the Mob) de Jonathan Demme: "Cucumber" Frank de Marco
- 1988: Working Girl de Mike Nichols: Mick Dugan
- 1988: Talk Radio d'Oliver Stone: Dan
- 1989: Gran bola de foc (Great Balls of Fire)! de Jim McBride: Jimmy Swaggart
- 1990: La caça de l'Octubre Roig (The Hunt for Red October) de John McTiernan: Jack Ryan
- 1990: Miami Blues de George Armitage: Frederick J. Frenger Jr.
- 1990: Alice de Woody Allen: Ed
- 1991: The Marrying Man de Jerry Rees: Charley Pearl
- 1992: Seducció prohibida (Prelude to a Kiss) de Norman René: Peter Hoskins
- 1992: Èxit a qualsevol preu (Glengarry): Glen Ross de James Foley: Blake
- 1993: Malice de Harold Becker: Dr. Jed Hill
- 1994: La fugida (The Getaway) de Roger Donaldson: Carter 'Doc' McCoy
- 1994: The Shadow de Russell Mulcahy: Lamont Cranston / L'ombra (The Shadow)
- 1996: The Juror de Brian Gibson: el Professor
- 1996: Presoners del cel (Heaven's Prisoners) de Phil Joanou: Dave Robicheaux
- 1996: Ghosts of Mississippi de Rob Reiner: Bobby DeLaughter
- 1997: The Edge de Lee Tamahori: Robert Green
- 1998: Thick as Thieves de Scott Sanders: Mackin, "el lladre"
- 1998: Mercury Rising de Harold Becker: Nicholas Kudrow
- 1999: The Confession de David Hugh Jones: Roy Bleakie
- 1999 : Notting Hill de Roger Michell: Jeff King
- 1999: Scout's Honor de Neil Leifer: Todd Fitter
- 1999: Outside Providence de Michael Corrente: Old Man Dunphy
- 2000: Thomas and the Magic Railroad de Britt Allcroft: Conductor
- 2000: State and Main de David Mamet: Bob Barrenger
- 2001: Pearl Harbor de Michael Bay: Tinent Coronel James Doolittle
- 2001: Com gats i gossos (Cats & Dogs) de Lawrence Guterman: Butch
- 2001: Final Fantasy: La força interior (Final Fantasy: The Spirits Within) de Hironobu Sakaguchi
- 2002: The Adventures of Pluto Nash de Ron Underwood: M.Z.M.
- 2003: The Cooler de Wayne Kramer: Shelly Kaplow
- 2003: The Cat in the Hat de Bo Welch: Quinn
- 2004: Along Came Polly de John Hamburg: Stan Indursky
- 2004: The Last Shot de Jeff Nathanson: Joe Devine
- 2004: The Aviator de Martin Scorsese: Juan Trippe
- 2005: Elizabethtown de Cameron Crowe: Phil Devoss
- 2005: Dick i Jane: Lladres de riure (Fun with Dick and Jane) de Dean Parisot: Jack McCallister
- 2006: Mini's First Time de Nick Guthe: Martin Tennan
- 2006: Infiltrats de Martin Scorsese: Ellerby
- 2006: Running with Scissors de Ryan Murphy: Norman Burroughs
- 2006: The Good Shepherd de Robert De Niro: Sam Murach
- 2006: Brooklyn Rules de Michael Corrente: Caesar Manganaro
- 2007: Shortcut to happiness: Jabez Stone (actor, director i productor)
- 2007: Històries de Manhattan («Suburban Girl») de Marc Klein: Archie Knox
- 2008: My Best Friend Girl de Howard Deutch: Professor William Turner
- 2008: Madagascar 2 d'Eric Darnell i Tom McGrath: Makunga (Veu)
- 2008: Lymelife de Derick Martini: Mickey Bartlett
- 2009: No es tan fàcil[57] (It's complicated), de Nancy Meyers: Jake Adler
- 2009: My Sister's Keeper: Campbell Alexander
- 2012: Hick de Derick Martini
- 2012: Ameriqua de Marco Bellone, Giovanni Consonni: M.. Edwards
- 2012: To Rome with Love de Woody Allen: John
- 2012: Rock of Ages d'Adam Shankman: Dennis Dupree
- 2012: Rise of the Guardians de Peter Ramsey: El Pare Noël (veu)
- 2013: Blue Jasmine de Woody Allen: Hal
- 2014: Torrente V: Misión Eurovegas de Santiago Segura: John Marshall
- 2015: Sempre Alice de Richard Glatzer i Wash Westmoreland: Dr. John Howland
- 2015: Welcome Back de Cameron Crowe: General Dixon
- 2015: Mission: Impossible – Rogue Nation de Christopher McQuarrie: el cap de la CIA: Alan Hunley
- 2015: Back in the day de Paul Borghese: Gino Fratelli
- 2016: Sol contra tots de Peter Landesman: Dr. Julian Bailes
- 2016: Andròn - Black Labyrinth de Francesco Cinquemani: Adam
- 2017: El nadó en cap de Tom McGrath
- 2023: 97 minuts de Timo Vuorensola. Hawkins

### Televisió
- 1980 - 1982: The Doctors d'Orvin Tovrov (sèrie de televisió): Bill Allison Aldrich
- 1983: Cutter to Houston de Sandor Stern (sèrie de televisió): Dr. Hal Wexler
- 1984: Sweet Revenge de David Greene (telefilm): Maj. Alex Breen
- 1984 - 1985: Knots Landing de David Jacobs (sèrie de televisió): Joshua Rush
- 1985: Hotel (sèrie de televisió): Dennis Medford
- 1985 : Love es the Run de Gus Trikonis (telefilm): Sean Carpenter
- 1986: Dress Gray  de Glenn Jordan (telefilm): Rysam "Ry" Slaight
- 1987: The Alamo: Thirteen Days to Glory de Burt Kennedy (telefilm): Coronel William Barrett Travis
- 1993: The Larry Sanders Show (sèrie de televisió): Alec Baldwin
- 1995: A Streetcar Named Desire de Glenn Jordan (telefilm): Stanley Kowalski
- 1995: Two Bits de James Foley: Narrador
- 1998 - 2003: Thomas the Tank Engine & Friends (sèrie de televisió): El narrador americà
- 2000: Nuremberg d'Yves Simoneau (telefilm): Robert H. Jackson
- 2001: Clerks (sèrie de televisió): Leonardo Leonardo
- 2001: The Royal Tenenbaums de Wes Anderson: Narrador
- 2002: Friends (sèrie de televisió): Parker
- 2002: Path to War de John Frankenheimer (telefilm): Robert McNamara
- 2003 : Segon Nature de Ben Bolt (telefilm): Paul Kane
- 2003: Dreams and Giants de Charles Wachter (telefilm): Un convidat
- 2004: The Fairly Oddparents de Butch Hartman (sèrie de televisió): Timmy Turner adult (Veu)
- 2004: Thomas & Friends: Best of Gordon (vídeo): Narrador
- 2003 i 2005: Las Vegas (sèrie de televisió): Jack Keller
- 2004: Nip/Tuck de Ryan Murphy (sèrie de televisió): Dr. Barrett Moore
- 2005: Els Simpson (sèrie de televisió): Dr. Caleb Thorn (Veu)
- 2005: Will i Grace (sèrie de televisió): Malcolm
- 2006: Great Prestacions de Steve Ruggi (sèrie de televisió): Luther Billis
- 2006 - 2013: 30 Rock (sèrie de televisió): Jack Donaghy
- 2007: Saturday Night Live (sèrie de televisió): Leonidas Hathaway
- 2009: Paul McCartney: Good Evening New York City (telefilm): El narrador
- 2011: SpongeBob SquarePants (sèrie de televisió): North/El pare Noël
- 2013-: Up Late with Alec Baldwin: ell mateix (presentador)

## Premis
- Screen Actors Guild Award 2006: Millor actor a una sèrie de comèdia a 30 Rock
- Globus d'Or 2007: Millor actor en una sèrie de televisió musical o còmica a 30 Rock
- Screen Actors Guild Award 2007: Millor actor en una sèrie de comèdia a 30 Rock
- Premi Emmy 2008: Millor actor en una sèrie còmica a 30 Rock
- Screen Actors Guild Award 2008: Millor actor en una sèrie de comèdia a 30 Rock
- 2009: Globus d'Or al millor actor en sèrie de televisió musical o còmica a 30 Rock
- Premi Emmy 2009: Millor actor a una sèrie còmica a 30 Rock
- Screen Actors Guild Award 2009: Millor actor a una sèrie de comèdia a 30 Rock
- 2010: Globus d'Or al millor actor en sèrie de televisió musical o còmica a 30 Rock
- Screen Actors Guild Award 2010: Millor actor a una sèrie de comèdia a 30 Rock
- 2010: Satèl·lit Award al millor actor a una sèrie de televisió musical o còmica a 30 Rock
- Screen Actors Guild Award 2011: Millor actor a una sèrie de comèdia a 30 Rock
- Screen Actors Guild Award 2012: Millor actor a una sèrie de comèdia a 30 Rock
- Screen Actors Guild Award 2013: Millor actor a una sèrie de comèdia a 30 Rock